# Ski Station
 Ikke at forveksle med Skien Station.
Ski station (Ski stasjon) er en jernbanestation på Østfoldbanen i Norge. I Ski deler Østfoldbanen sig i en østre linje som går via Askim og Mysen til Sarpsborg, og en vestre linje som går via Moss, Fredrikstad og Sarpsborg til Halden. 
Ski station ligger i Ski kommune. Stationen blev åbnet i 1879, og er stoppested på NSB's lokaltog fra Skøyen til Rakkestad og fra Stabekk til Moss samt endestation for lokaltog fra Stabekk. Desuden betjenes stationen af regionaltog fra Oslo S via Halden til Göteborg centralstation. Fra Ski station til Oslo S er der 24,3 km. Stationen ligger 128,9 m over havet.
I 2010 påbegyndtes opgradering af stationen i forbindelse med udbygningen af Follobanen. Opgraderingen sker i flere omgange og omfatter bedre tilgængelighed, nye perroner og nye servicebygninger.